# 53º Stormo

## Introduzione
Il 53º Stormo caccia "Guglielmo Chiarini", così intitolato, è stato ricostituito nelle file dell'Aeronautica Militare il 1 Aprile 1967 sulla base di Novara-Cameri (Natale e Silvio Palli) con alle dipendenze il 21º Gruppo Caccia (351ª, 386ª, 387ª e 388ª Squadriglia), alle sue dipendenze, oltre all'unico Gruppo volo, aveva Il 453º Gruppo Servizi Tecnici Operativi (GSTO), che disponeva di un Servizio Telecomunicazioni e Assistenza al Volo, e di un Servizio Rifornimenti, Il 553º Gruppo Servizi Logistici Operativi (GSLO) organizzato su quattro servizi principali, ovvero, Autotrasporti, Impianti – per la manutenzione –, Sanitario, e Vari, La 653ª Squadriglia Collegamenti, alle dirette dipendenze dell’Ufficio Operazioni, la quale aveva un unico aereo stabilmente assegnato, il T-33, con il quale provvedeva a voli di varia natura, compresi quelli per il rinnovo delle abilitazioni di volo strumentale; disponeva anche di un T-6 e di un C-45 prestato dal Reparto Volo della 1ª Regione Aerea di Orio, Il 3º Gruppo Efficienza Velivoli (GEV) che provvedeva al supporto manutentivo di 2º Livello Tecnico (ovvero ogni 200 ore di volo) per gli F-104 della 1ª Regione Aerea. Lo Stormo è stato messo in posizione quadro il 28 Luglio 1999, e contestualmente venne costituito il Comando Aeroporto di Cameri alle dipendenze del Comando Logistico A.M.

## Seconda guerra mondiale
Il 53º Stormo caccia  fu costituito con il 150° (363ª, 364ª e dal 1º giugno 365ª Squadriglia) e 151º Gruppo (366ª, 367ª Squadriglia e dal 1º luglio la 368ª Squadriglia) a Mirafiori (Torino) il 15 maggio 1936 con sede presso l'aeroporto di Torino-Mirafiori, al comando di Vincenzo Velardi, con i caccia biplani Fiat C.R.32 ed inquadrato nell'allora Regia Aeronautica.
Il 20 giugno 1937 il 151º Gruppo va a Torino-Caselle seguito il successivo 15 ottobre dallo Stormo e nel febbraio 1938 dal 150º Gruppo.
Nel marzo 1939 la 367ª Squadriglia è la prima a ricevere i Fiat C.R.42.
Nell'aprile successivo prende parte all'Invasione italiana dell'Albania con 6 Caproni Ca.133.
Al 10 giugno 1940, all'entrata dell'Italia nel Secondo conflitto, era sui CR 42 a Caselle agli ordini del Colonnello Arrigo Tessari (comandante dal 15 aprile 1939 al 15 agosto 1940) con il 150º Gruppo del Ten. Col. Rolando Pratelli con la 363ª (7 CR 42), 364^ (7 CR 42) e 365ª Squadriglia (6 CR 42) ed a Casabianca (Italia) del Mag. Carlo Calosso con il 151º Gruppo con la 366ª (7 CR 42), 367^ (6 CR 42) e 368ª Squadriglia (6 CR 42) nella 2ª Divisione Aerea “Borea” della 1ª Squadra aerea.
Il 15 giugno il Quartier Generale italiano ordinò di attaccare i campi d'aviazione francesi di Le Cannet des Maures e di Cuers Pierrefeu, in Provenza. L'attacco, da eseguirsi con i 150°, 18° e 23° Gruppi C.T. aveva lo scopo di distruggere la forza da caccia francese sul terreno. Durante i combattimenti di quel giorno Tessari reclamò l'abbattimento di quattro velivoli francesi Morane-Saulnier MS.406, che gli furono attribuiti in compartecipazione.
Del 53º Stormo faceva parte anche l'asso Giorgio Graffer, abbattuto il 28 novembre 1940 dalla caccia britannica durante una violenta battaglia aerea su Delvinaki, in Epiro, e decorato con la massima onorificenza militare, la Medaglia d'oro al valor militare alla memoria (a lui è ora intitolato il 50º Stormo dell'Aeronautica Militare Italiana).
All'inizio di gennaio 1943 la 368ª squadriglia è a Sfax con 12 G.50 dove gli ultimi 4 aerei efficienti vengono distrutti a terra il 30 marzo 1943.
All'8 di settembre del 1943 era a Caselle con il 151º con la 366ª (1 G.55), 367ª e 368ª Squadriglia ed il 153º Gruppo (372ª, 373ª e 374ª Squadriglia) nella 1ª Squadra Aerea.

## Il dopoguerra

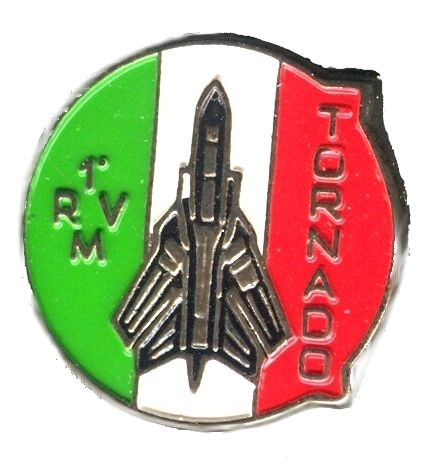
Distintivo del 1° RMV Tornado

Riattivato il 1 aprile 1967 con il 21º Gruppo Caccia (che a quel momento stava ancora cercando di riappropriarsi del nominativo "Tigre") alle sue dipendenze come unico reparto volo, adottò lo stemma dell'Asso di Spade l'anno successivo; lo Stormo rimase operartivo trentatré anni, fino al luglio 1999 aveva sede sulla base di Cameri (NO), ma successivamente al trasferimento del 21º Gruppo Caccia presso il 36º Stormo di Gioia del Colle, venne ristrutturato in Comando Aeroporto, nel quale continuano ad operare sia il 453º Gruppo Servizi Tecnici Operativi sia il 553º Gruppo Servizi Logistici Operativi, e soprattutto il 1º Reparto Manutenzione Velivoli che garantisce la manutenzione di 1º, 2º 3º livello tecnico per la flotta Eurofighter Typhoon e Tornado.
Un Reparto importante dell'Aeroporto di Cameri è stato il G.E.V. cioè il gruppo efficienza velivoli che era costituito da cinque squadre di revisione composte ognuna da circa una dozzina di specialisti con varie qualifiche.
Il G.E.V. si occupava delle revisioni delle 100 e 200 ore di volo dei velivoli con fermi macchina di circa una settimana in cui si smontava il motore, si controllava l'impianto pneumatico e si effettuavano controlli per verifiche alle strutture.
Il terzo G.E.V. è stato operativo dal 1957 fino al 1981.